# 1555
1555 (MDLV) fue un año común comenzado en martes del calendario juliano.

## Acontecimientos

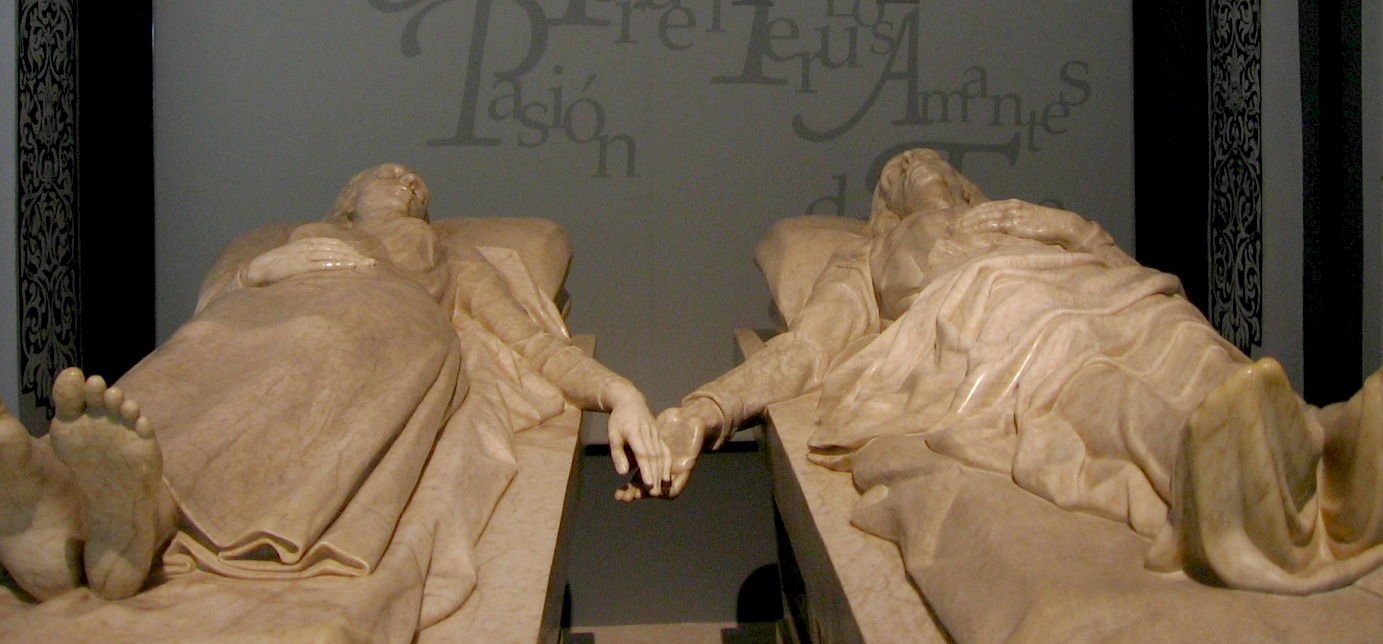
Estatua de Diego de Marcilla e Isabel de Segura, los Amantes de Teruel

- 22 de enero: Cae el Reino de Ava en la Alta Birmania.

- 25 de marzo: en Venezuela (España), Alonso Díaz Moreno funda la localidad de Nueva Valencia del Rey.
- 5-9 de abril: en Roma, tiene lugar el cónclave para elegir un nuevo pontífice tras la muerte del papa Julio III.
- 9 de abril: en Roma, el cardenal Cervini es elegido papa con el nombre de Marcelo II.
- 23 de mayo: en Roma, el cardenal Caraffa es elegido papa con el nombre de Paulo IV. Creará el gueto judío en Roma, se apropiará de propiedades de los judíos y los obligará a llevar sombreros amarillos como distintivo.
- 29 de junio al 7 de noviembre: se celebra en la Ciudad de México el primer concilio provincial mexicano que congrega a los obispos novohispanos convocados por el segundo arzobispo de México Alonso de Montúfar.[1]
- 10 de julio: en la isla de Cuba el pirata francés protestante Jacques de Sores asalta la villa de La Habana. Durante un mes saqueará e incendiará cada casa y matará a sus ocupantes españoles y sus esclavos.
- 3 de agosto: Fundación de Norte de Santander
- 24 de septiembre: el imperio de Carlos V queda totalmente dividido religiosamente tras la firma de la paz de Augsburgo, donde se produce la división total de la cristiandad.
- 15 de noviembre: en el océano Pacífico, a 60 km al noreste del Callao (el puerto de Lima) se genera un potente terremoto de magnitud 8,4 de la escala de magnitud de momento, con epicentro a 30 km de profundidad.
- En Inglaterra se perpetra una sangrienta persecución de protestantes.
- Rusia rompe la tregua de 60 años con Suecia atacando Finlandia.
- En Teruel (España) se descubren las momias de los Amantes de Teruel (Diego de Marcilla e Isabel de Segura, del siglo XIII).
- La villa de Fresnillo pasa a pertenecer al reinado de Castilla.
- En septiembre en la región de Cachemira, se registra un terremoto de 8,0 que deja miles de muertos.

## Nacimientos
- 11 de junio: Ludovico Zacconi, compositor italiano (f. 1627).
- François de Malherbe, literato francés (f. 1628).

## Fallecimientos
- 23 de marzo: Julio III, papa italiano (n. 1487).
- 12 de abril (Viernes Santo): La reina Juana I de Castilla, conocida popularmente como "Juana la Loca"; tras 46 años de cautiverio (n. 1479).
- 28 de abril: Girolamo Bellarmato, arquitecto, ingeniero y cartógrafo italiano (n. 1493).
- 1 de mayo: Marcelo II, papa italiano (n. 1501).
- 25 de mayo: Enrique II de Navarra (n. 1503).
- 25 de mayo: Gemma Frisius astrónomo de la corte de Carlos V (n. 1508).
- 16 de octubre: Nicholas Ridley, mártir (n. c. 1500).
- 16 de octubre: Hugh Latimer, mártir (n. 1490).
- 21 de noviembre: Georgius Agricola, alquimista, químico y mineralogista alemán (n. 1494).